# Antiandrogeny

Strukturální vzorec sloučeny DIMP (prvně popsané v roce 1973), která je nesteroidním antiandrogenem.

Antiandrogeny jsou léky, které kompetitivně blokují účinky androgenů na cílové orgány – tj. testikulární tkáň a tkáň nadledvin. Výsledkem je zablokování účinků na prostatickou tkáň, vlasy, mazové žlázy a CNS.
Indikace:
- Léčba u karcinomu prostaty
- Léčba hirzutismu
- Léčba sexuálních deviantů
- Hormonální terapie a léčba genderové dysforie u MtF transgender osob

V sexuologii se používá zejména léčba sexuálních deviantů. U spolehlivých pacientů se látka užívá v podobě tablet, u nespolehlivých či odmítajících léčbu v podobě depotních preparátů jednou týdně nebo jednou za 14 dní.
K těmto lékům patří Cyproteron acetat (komerční název Androcur), spironolakton (komerční názvy Aldactone, Spiractin a další), bicalutamid (komerční název Casodex).